# كيني جيمس
كيني جيمس (بالإنجليزية: Kenny James)‏ هو لاعب كرة قدم أمريكية أمريكي، ولد في 18 أبريل 1984.